# Emanuel Swedenborg
Emanuel Swedenborg ([eˈmaːnuɛl ˈsvêːdɛnˌbɔrj] ( lyssna); född som Emanuel Swedberg), född 29 januari 1688 i Sankt Jakobs församling i Stockholm, död 29 mars 1772 i London, var en svensk vetenskapsman (främst inom naturvetenskap), filosof, bibeltolkare, kristen mystiker och teolog. Swedenborg hade en mångsidig karriär som uppfinnare och vetenskapsman. Under större delen av sitt liv publicerade han en mängd skrifter, huvudsakligen skrivna på latin.

## Andlighet, följare och kritiker
År 1744, vid 56 års ålder inledde han en andlig fas, då han genom drömmar och visioner av en andlig värld talade med änglar, andar och avlidna personer och fick ett andligt uppvaknande. Han ansåg sig vara utsedd av Gud, att skriva en himmelsk doktrin, baserad på en reformerad kristendom. Han hävdade, att Gud öppnat hans ögon, så att han från denna stund fritt kunde besöka himlen och helvetet och prata med änglar, demoner samt andra andar. Under de kommande 28 åren, fram till sin död, skrev och publicerade han 18 teologiska verk – varav den mest kända är Himmel och Helvete från 1758, och därtill ett flertal opublicerade skrifter.
Swedenborgs teologiska skrifter har lockat fram en mängd olika reaktioner. Mot slutet av hans liv hade mindre grupperingar i Sverige och England formats för att studera hans skrifter och de sanningar som de ansåg fanns i hans lära. Ett flertal författare influerades av honom, däribland William Blake, C.J.L. Almqvist, August Strindberg, Charles Baudelaire, Honoré de Balzac och William Butler Yeats samt Carl Jung. Den svenske målaren och mystikern Ivan Aguéli delade Swedenborgs bibeltolkning och var sannolikt den första, som fann en samstämmighet mellan denna och sufismen, ett samband vilket sedermera uppmärksammats av den franske islamologen Henry Corbin. Även filosofen och psykologen William James tillhörde dem, som följde Swedenborgs lära. Inom spiritismen anses han vara en viktig föregångare, även om Swedenborg själv varnade för att kontakta andevärlden.
Det fanns också en mängd kritiker, exempelvis den samtida författaren Johan Henrik Kellgren, som kallade Swedenborg "en fåne", en åsikt som han kom att dela med större delen av etablissemanget fram till idag. Johan Henrik Kellgren publicerade bland annat en niddikt, som heter Man äger ej snille för det man är galen 1787. År 1768 inleddes en rättegång för kätteri mot Swedenborgs skrifter liksom mot två män som förde fram hans idéer. Rättegången ledde dock inte till någon fällande dom.
Under de 250 år, som gått sedan Swedenborgs död, har en mängd olika tolkningar av hans teologi lagts fram, se: swedenborgianism, och han har blivit skärskådad i biografier och psykologiska studier.

## Biografi

### De tidiga åren

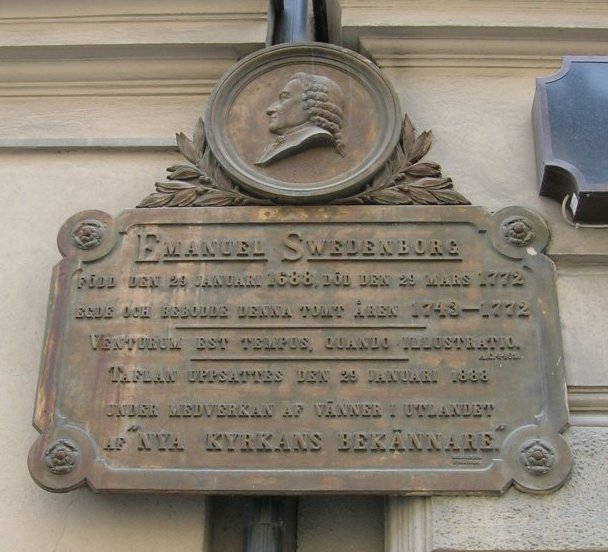
Vid Hornsgatan 43 på Södermalm i kvarteret Mullvaden i Stockholm, där Swedenborg under en tid var bosatt, sattes en minnesplakett upp 1888 av Nya kyrkans bekännare.

Swedenborg var son till biskop Jesper Swedberg och Sara Behm, dotter till bergmästaren och assessorn Albrekt Behm († 1679) vars mor Anna Danielsdotter Kröger tillhörde Bureätten. Jesper Swedberg var sonsons sonson till Otte Persson i Sundborn, nämnd 1571.
Swedenborgs far Jesper Swedberg kom från en enkel bakgrund, men blev efter teologiska studier och resor utomlands präst. Genom sina predikningar som regementspastor i Stockholm åtnjöt han kung Karl XI:s gunst och vid Swedenborgs födelse var han hovpredikant. 1692 flyttade familjen till Uppsala där fadern fick tjänsten som professor i teologi vid Uppsala universitet. 1696 dog Swedenborgs mor och året därpå gifte fadern om sig med Sara Bergia. 1702 blev fadern utnämnd till biskop i Skara.
Fadern intresserade sig för reformrörelsen pietism som var en väckelserörelse bland lutheraner som bland annat ville skilja kyrkan från staten och som poängterade det heliga i att kommunicera med Gud istället för att bara vara hänvisad till ren tro. Jesper hade också den mer okonventionella tron på andarna och änglarnas närvaro i det dagliga livet. Han trodde sig ständigt vara omgiven av onda andar, mot vilka han skyddades av en god ängel vid sin sida. Till biskopsgården i Brunsbo kom besatta och tungomålstalande och när man i stiftet sporde något satans verk tillkallade man biskopen, som genom böner, handpåläggning och liknande medel drev ut djävulen eller botade de besatta. Det var i en sådan omgivning som Emanuel växte upp. Som pojke var hans sinne fyllt av tankar på Gud och de himmelska tingen, och hans föräldrar ansåg att änglar talade genom honom. Han kunde falla in i ett tillstånd av stilla hänryckning, så djup och innerlig att själva andhämtningen nästan upphörde. Då kände han sig genomstrålad av ett inre ljus och såg syner ur andevärlden.
Emanuel slutförde sina studier vid universitetet i Uppsala och 1710 genomförde han sin Grand tour, som var brukligt vid denna tid, genom Nederländerna, Frankrike, och Tyskland, innan han kom till London, där han stannade de kommande fyra åren. Vid denna tid var London ett centrum i Europa för filosofiska diskussioner, yttrandefrihet, vetenskapliga idéer och upptäckter. Emanuel studerade fysik, mekanik och filosofi, och han läste och skrev poesi. Han prisade sin lycka att få komma i beröring med Europas berömdaste naturvetenskapsmän och sitta som åhörare till Isaac Newtons föreläsningar. Han skrev till sin välgörare och svåger Erik Benzelius d.y. att han trodde att han kunde vara förutbestämd till att bli en stor vetenskapsman. I ett av sina brev har han skrivit ned en lista på en rad uppfinningar som han påstår sig ha gjort. Listan omfattar bland annat en ubåt, slusskonstruktioner, ångmaskin, kulspruta, universalmusikinstrument och en flygmaskin.

### Åren som vetenskapsman

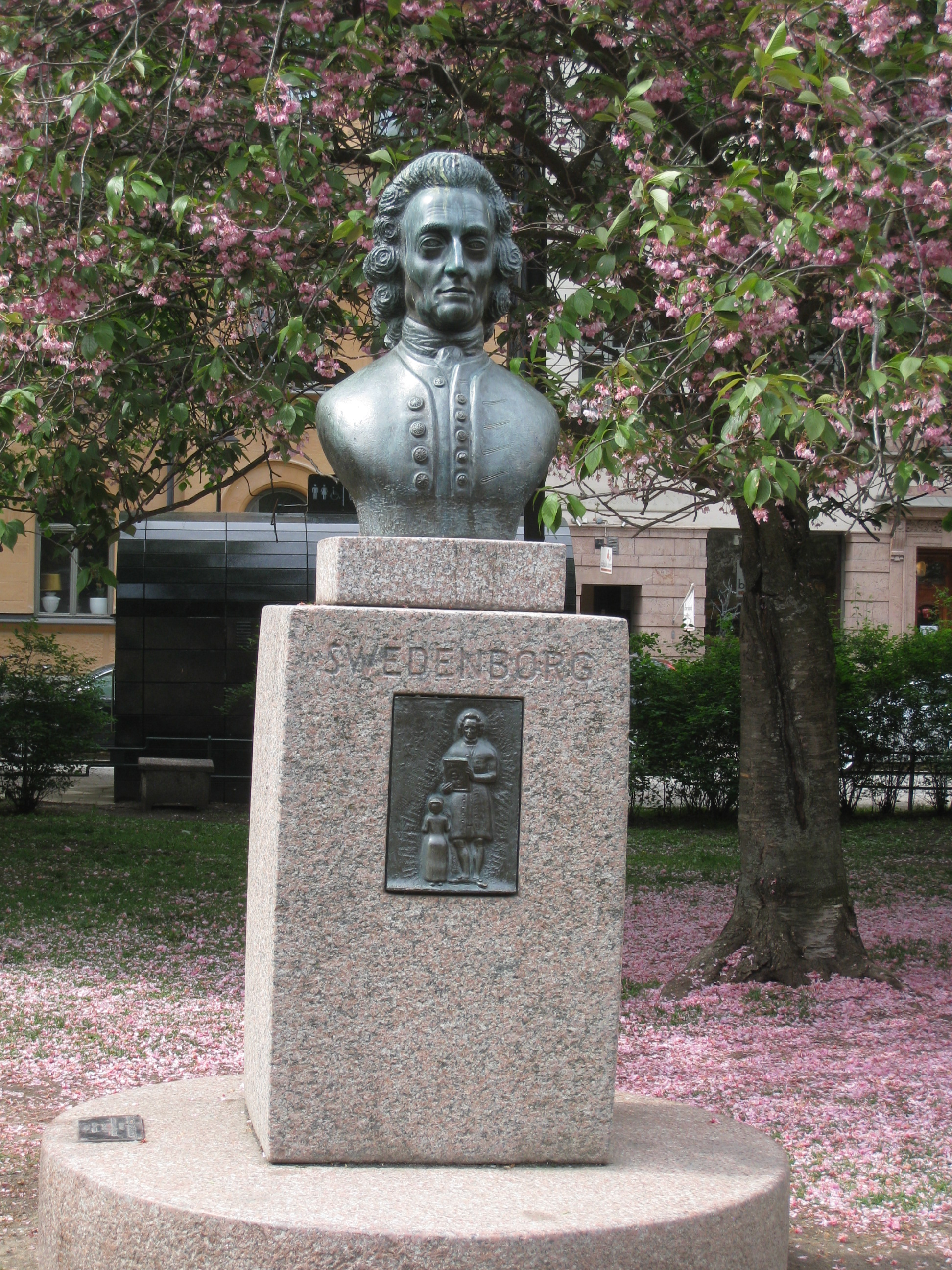
Bronsbyst av Emanuel Swedenborg i parken vid Mariatorget på Södermalm i Stockholm, skulpterad av skulptören Gustav Nordahl och uppsatt 1973.

1715 återvände Swedenborg till Sverige där han under de kommande tjugo åren hängav sig åt naturvetenskap och utvecklandet av olika maskiner. Ett första steg var hans möte med kung Karl XII i Lund 1716. Uppfinnaren Christopher Polhem, som kom att bli en av Swedenborgs nära vänner, var också närvarande. Swedenborgs tanke med mötet var att övertala kungen att finansiera ett observatorium i norra Sverige. Den krigsfokuserade kungen ansåg inte att detta projekt var tillräckligt viktigt men utnämnde Swedenborg till assessor vid Bergskollegium i Stockholm. Under den närmaste tiden arbetade han under Polhem med olika större ingenjörsprojekt runt om i Sverige, bland annat vid byggandet av ugnar för saltsjuderier i Bohuslän, slussar för Polhems slussled i Trollhättan och en torrdocka i Karlskrona.
Från 1716 till 1718 publicerade Swedenborg en vetenskaplig tidskrift som hette Daedalus Hyperboreus ("Den nordiske Daedalus") som var en förteckning över mekaniska och matematiska uppfinningar och upptäckter. 1716 producerade han även ritningar till en "Machine att flyga i wädret", det vill säga något som skulle ha kunnat bli ett flygplan.
När Karl XII dog i november 1718 lät Ulrika Eleonora d.y. adla Swedenborg och hans syskon. Det var under 1600- och 1700-talet vanligt i Sverige att adla biskopars barn som en hedersbetygelse för biskoparnas arbete under kungen. Det var vid detta tillfälle som efternamnet ändrades från Swedberg till Swedenborg. Efter konungens död företog han sig en resa till Sachsen och Ungern på uppdrag av bergskollegium, främst för att studera olika tekniska lösningar kring malmbrytning, och han återkom till Sverige 1722.
1724 erbjöds han professuren i matematik vid Uppsala universitet men avböjde på grunderna att han främst arbetat med geometri, kemi och metallurgi under sin karriär. En annan orsak var att han på grund av stamning inte ansåg sig kunna hålla föreläsningar. Det är beskrivet hur han alltid talade långsamt och noggrant och det finns inga belägg för att han någonsin talade offentligt.
1729 blev han invald som ledamot i Kungliga Vetenskaps-Societeten i Uppsala och 1734 medlem av kejserliga ryska vetenskapsakademien i Sankt Petersburg. Han var också en av de tidiga ledamöterna av Kungliga Vetenskapsakademien, där han invaldes 1740.

### Studierna tar nya vägar
På 1730-talet blev Swedenborg alltmer intresserad av andliga frågor och var fast besluten att finna en teori som kunde förklara relationen mellan ande och materia. 1735 publicerade han i Leipzig tre volymer som han kallade Opera philosophica et mineralis ("Filosofiska och mineralogiska arbeten"), där han försökte sammanföra filosofi och metallurgi. Verket blev främst uppskattat för sitt kapitel med analysen kring att smälta järn och koppar, och det var detta verk som gav honom internationell uppmärksamhet.
Samma år publicerade han också manuskriptet de Infinito ("Om oändligheten"), där han försöker förklara hur det ändliga relaterar till det oändliga, och hur själen relaterar till kroppen. Detta var hans första manuskript där liknande frågor togs upp. Han visste att dessa åsikter kunde kollidera med de gängse teologiska uppfattningarna då han argumenterade för att själen var skapad av materia.
Under 1730-talet genomförde han en mängd studier i anatomi och fysiologi. Under samma tid studerade han den periodens stora filosofer som John Locke, Christian von Wolff och Leibniz, men även tidigare filosofer som Platon, Aristoteles, Plotinos, Augustinus, Descartes med flera.
1743, vid 55 års ålder, ansökte Swedenborg om ledighet för att resa utomlands. Syftet var att samla material för sitt arbete Regnum animale (Själens Rike), ett tema som det inte ännu fanns några böcker om i Sverige. Syftet med boken var att förklara själen från en anatomisk synvinkel.

### Krisen
En morgon år 1743 föll han i ett tillstånd av medvetslöshet, så att han nästan var som död. Han såg en uppenbarelse av ett inre ljus, och när han vaknade kände han, som han skriver, "att mitt huvud städades och rensades från det som skolat hindra dess tankar". Han uppgav sig efter denna upplevelse kunna se klarare och djupare än förr in i de fördolda tingen. Det ljus som uppenbarat sig för honom tolkade han som ett återsken av Gud själv, och från denna stund tyckte sig Swedenborg stå i ständig förbindelse med en högre makt vars närvaro han kände när han var på rätta vägar, men som övergav honom när han var på villospår. Hela hans väsen undergick vid denna tid en genomgripande förändring. Han märkte hur all hans tidigare självbelåtenhet över de vetenskapliga upptäckter han gjort hade försvunnit, och "hurusom hågen för fruntimmer så hastigt ändades, som varit min huvudpassion". Han kände sig nu renad från sinnevärldens slagg, befriad från de frestelser som tidigare stått hindrande i vägen för hans högre själsliv.
1744, under en resa till Nederländerna, började han få besynnerliga drömmar. Swedenborg förde resedagbok under merparten av alla sina resor, och gjorde även så på denna resa. Länge var denna dagbok okänd men återfanns i Kungliga biblioteket 1850 och publicerades 1859 som Drömboken. Dagboken erbjuder en direkt inblick i Swedenborgs kris.
Under natten efter annandag påsk 1744 skakades han upprepade gånger av "en obeskrivlig, stark rysning ifrån huvudet till föttren med ett dån, som många väder stött tillsamman". Han kastade sig ned på sitt ansikte och bad brinnande böner. Då kände han hur en osynlig hand lade sig över hans sammanknäppta händer, och i samma ögonblick såg han Kristus ansikte mot ansikte. Det var, skriver han, "ett ansikte av den heliga min och allt, som intet beskrivas kan, och leendes, så att jag tror, att hans ansikte så ock varit, medan han levde".
Swedenborg upplevde vid denna tid många olika drömmar och visioner, en del mycket behagliga och andra djupt obehagliga. Tillståndet fortsatte att hålla i sig sedan han anlänt till London för sitt fortsatta arbete med Regnum animale och höll i sig i sex månader. Denna renande process har jämförts med den katolska tanken om Skärselden.

### Visioner och andliga insikter

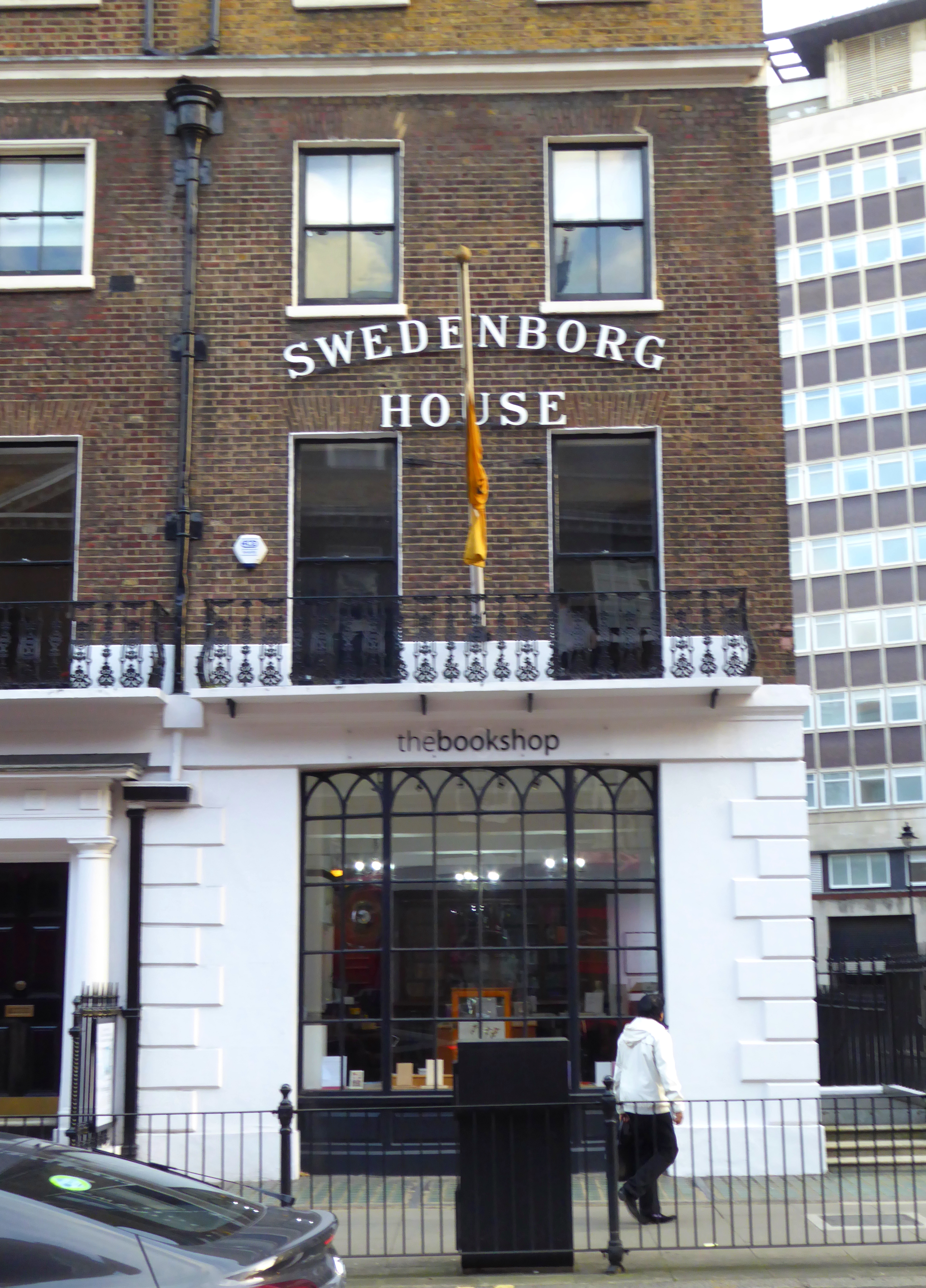
The Swedenborg House i Bloomsbury, London Borough of Camden.

På de sista sidorna i resedagboken som är skrivna den 26 och 27 oktober 1744 verkade Swedenborg klar över vilken väg han skulle välja. Han bestämde sig för att lämna sitt nuvarande bokprojekt och i stället skriva en ny bok om dyrkandet av Gud. Inte långt senare påbörjade han De cultu et amore Dei (Dyrkan och kärleken till Gud). Boken förblev ofullbordad men Swedenborg lät ändå publicera den i London i juni 1745.
En orsak till att verket förblev ofullbordat återfinns i en välkänd och ofta citerad berättelse. I april 1745 satt Swedenborg ensam i ett avskilt rum på en taverna i London. Mot slutet av måltiden svartnade det för hans ögon och rummet ändrade karaktär. Plötsligt uppenbarade sig en man sittande i hörnet av rummet som sa: "Ät inte för mycket". Swedenborg blev förskräckt och skyndade hem. Samma natt uppenbarade sig samma person i hans drömmar. Mannen berättade för Swedenborg att han var Gud och att han hade utsett Swedenborg till den som skulle avslöja den sanna innebörden av Bibeln, och att han skulle leda Swedenborg i vad han skulle skriva. Samma natt öppnade sig den andliga världen för Swedenborg.

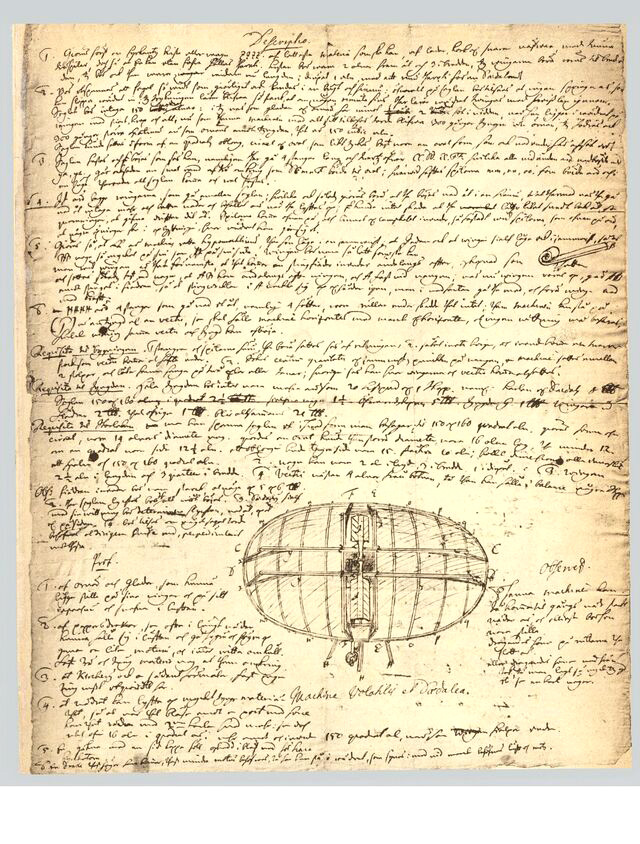
"Machine att flyga i wädret".

Från denna stund kom lugn och harmoni över Swedenborg. Själskampens och ångestens tid var nu förbi. Synerna och uppenbarelserna fortsatte, men var inte längre uppskakande och extatiska som tidigare. Han kände sig pånyttfödd, försatt i samma oskuldstillstånd som våra första förfäder innan de smakat av kunskapens träd.

### Bibliska kommentarer och texter

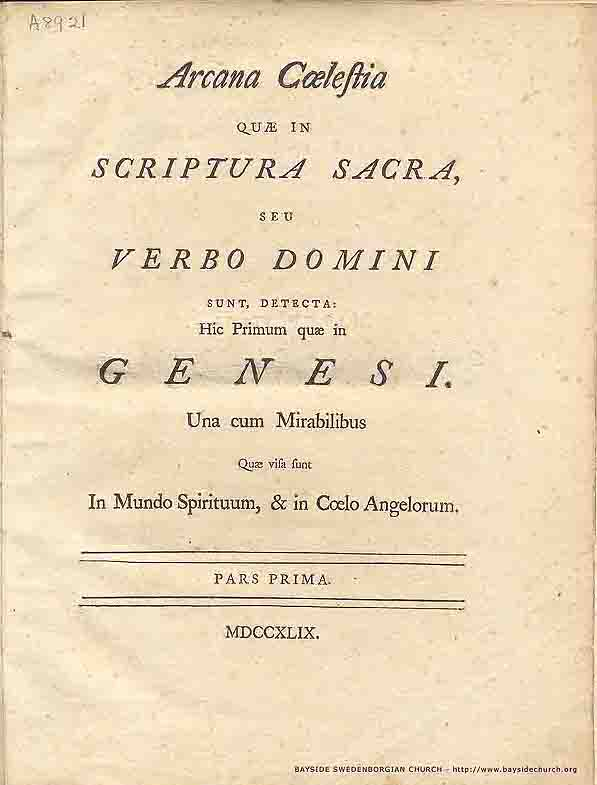
Titelsidan till Arcana Cœlestia, första utgåvan, från 1749.

I juni 1747 sade Swedenborg upp sig från sin tjänst som assessor vid Bergskollegium. Han förklarade detta med att han var tvungen att avsluta ett arbete han påbörjat och begärde halva sin lön som pension. Han tog ånyo upp sina studier i hebreiska och påbörjade en omtolkning av bibeln med målet att tolka varje vers ur ett spiritistiskt perspektiv. Från någon gång mellan 1746 och 1747, och under de kommande tio åren arbetade han med denna uppgift. Denna skrift som ofta går under namnet Arcana Cœlestia (Himmelska hemligheter), var menad att bli hans magnum opus, och grunden för hans framtida teologiska verk.
Detta arbete publicerades anonymt och förblev så ända till slutet av 1750-talet. Det består av åtta volymer publicerade mellan 1749 och 1756. Eftersom få personer förstod vad verket handlade om fick det mycket liten uppmärksamhet.
Från 1747 och fram till sin död 1772 levde han i Stockholm, Holland och London. Under de perioder han tillbringade i Sverige deltog han bland annat i riksdagsförhandlingarna på Riddarhuset. Under dessa tjugo år skrev han fjorton verk av andlig karaktär av vilka merparten publicerades under hans livstid. Den svenska tryckfriheten under denna tid omfattade inte religiösa verk, så därför publicerades böckerna i London eller Holland.
Vid 82 års ålder, i juli 1770, reste han från Göteborg till Amsterdam för att slutföra publiceringen av sitt sista verk, Vera christiana religio (Den sanna kristna religionen). Verket publicerades i Amsterdam 1771 och tillhör de av hans böcker som är mest lästa. Han skrev den i syfte att förklara sin lära för lutheraner, och det är det mest konkreta av alla hans verk.

### Svenska kyrkan i London

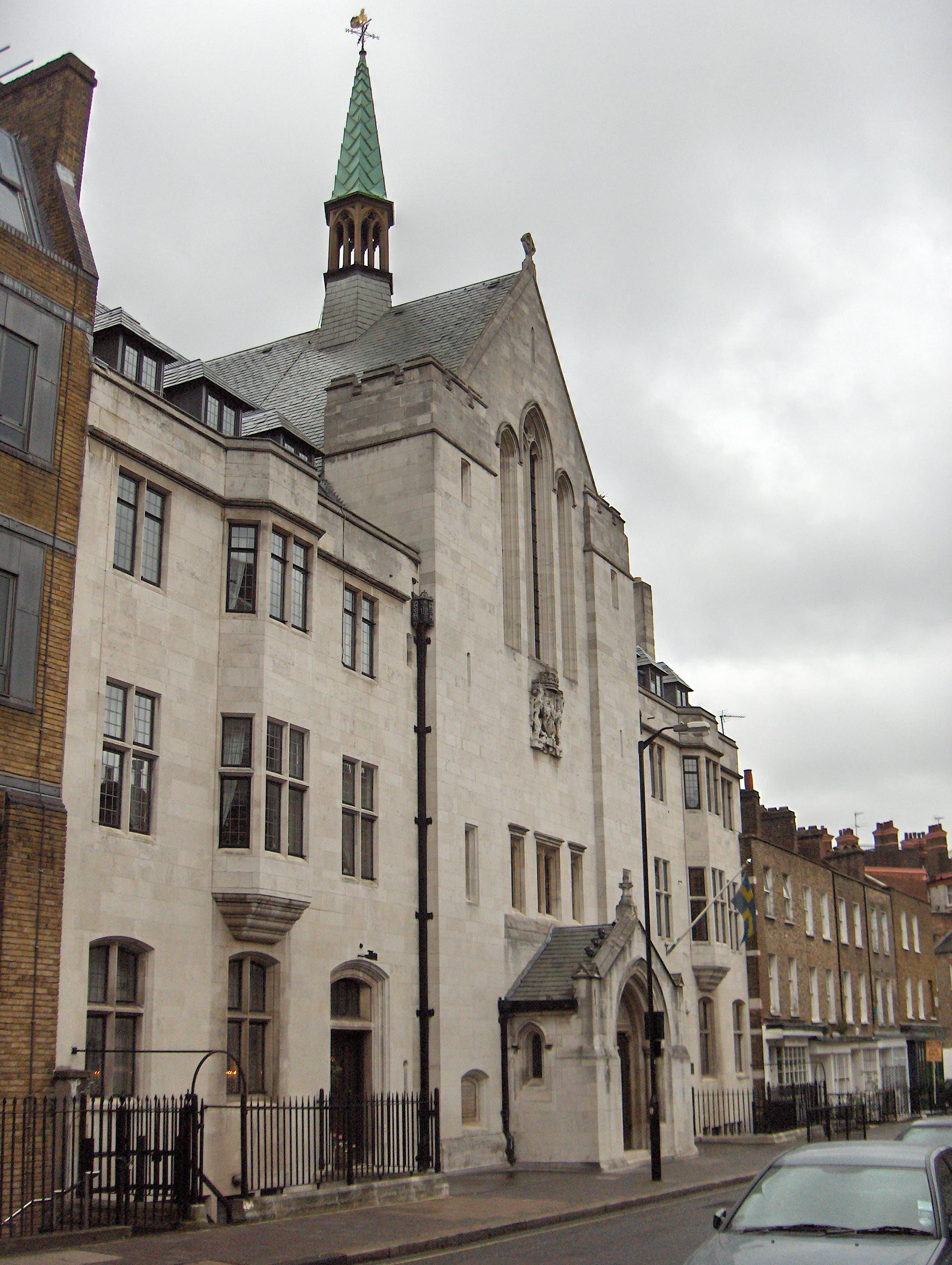
Svenska kyrkan i London (även Ulrika Eleonora svenska församling i London, Hartcourt Street. Kyrkan byggdes 1911. Arkitekt var Herbert Wigglesworth.

Sommaren 1771 reste han till London. Kort före julafton drabbades han av ett slaganfall vilket delvis förlamade honom och han förblev sängliggande. Trots att hans tillstånd förbättrades dog han i London den 29 mars 1772. Det finns ett flertal utsagor om hans sista månader i livet av dem som fanns vid hans sida, bland annat av en pastor från Svenska kyrkan i London som besökte honom vid ett flertal tillfällen.
Han begravdes vid Svenska kyrkan i London (även Ulrika Eleonora svenska församling i London). Församlingen bildades 1710 och är en av de tidigaste svenska utlandsförsamlingarna. Församlingens första stadgar är daterade 1778. Den första svenska kyrkobyggnaden i London uppfördes i stadsdelen Wapping och stod klar 1728. Det skulle dröja ända till 1911 innan församlingen flyttade in i den nuvarande, då nybyggda, kyrkan i Marylebone.

### Uppsala domkyrka
År 1908 flyttades kvarlevorna, med undantag av skallen och hjärnan till det Bielke-Liewenska gravkoret i Uppsala domkyrka, där jordfästningen på svensk mark ägde rum den 19 maj. Skallen och hjärnan bevarades på museum i London. 1978 återfördes även kraniet till Uppsala på initiativ av professor Clas-Olof Selenius. Graven öppnades och kraniet lades invid resten av kvarlevorna. Här vilar han således nu, inte långt ifrån Carl von Linnés grav.

## Vetenskapliga uppfattningar
Den rådande hypotesen om solsystemets bildande, nebularhypotesen, framlades först av Emanuel Swedenborg 1734. Den teorin vidareutvecklades av Immanuel Kant 1755, som kände till Swedenborgs arbete. 
Swedenborg framförde en mängd andra vetenskapliga idéer, både före och efter sin andliga kris. I sin ungdom beskrev han i ett brev till sin svåger Erik Benzelius 1718 sin ambition att presentera en ny idé varje dag. Runt 1730 hade han ändrat uppfattning och menade istället att högre kunskap inte är något man kan förvärva, den består istället helt och hållet av ingivelser. Efter krisen 1745 var han av den åsikten att hans kunskap delgavs honom spontant av änglar.

## Teologi
Swedenborg menade att hans teologi var en uppenbarelse av den sanna kristna religionen, som han menade hade blivit fördunklad genom århundraden av teologi. Dock refererade han aldrig till sina skrifter som teologi eftersom hans idéer var baserade på egna upplevelser, till skillnad från teologi. Han ville inte heller kalla det för filosofi, då han 1748 beskrev filosofi som något som "förmörkar sinnet, förblindar oss, och helt förkastar tron"
Grunden för Swedenborgs teologi finns i Arcana Cœlestia (Himmelska hemligheter). Merparten av verket består av bibeltolkningar och han fokuserar på hur Bibeln beskriver människans förvandling från materia till andlig varelse. Han börjar med att skissa en teori om hur skapelseberättelsen inte var en beskrivning av hur jorden skapades utan en beskrivning av hur människan pånyttföddes i sex steg. Enligt Swedenborg kunde allt som relaterade till människan relateras till Jesus och hur Kristus befriade sig från materiens bojor. Swedenborg undersökte dessa tankar genom en genomgång av första och andra Mosebok.

### Korrespondensteorin
En av de idéer som anses vara viktigast för att förstå hans teologi är hans tankar kring vad han kallade för korrespondenser. Dessa tankar hade han redan presenterat före sin kris, i första volymen av Regnum Animale som avhandlar människosjälen.
Korrespondensteorin bygger på en idé att det finns en relation mellan naturen ("materien"), det andliga, och himmelriket. Grunden för denna idé kan spåras till nyplatonismen och filosofen Plotinos i synnerhet. Med utgångspunkt i detta scenario tolkade Swedenborg Bibeln och menade att minsta triviala detalj kunde innehålla den djupaste andliga sanningen.
Swedenborg såg kroppen som en andens skuggbild. Över huvud taget är varje jordiskt ting en skuggbild av ett andligt föremål, och detta är i sin tur en avbild av ett gudomligt ting. Därför kan man också, menar han, från de lägre, naturliga tingen leda sig fram till de högre. Hela vår yttre, synliga värld är endast en symbol av den andliga. Frågan blir bara hur vi ska tolka dessa symboler. Före syndafloden var människorna "av en så himmelsk sinnesart" att de inte bara tänkte naturligt utan också andligt om allt de såg på jorden. De kunde "tala med himmelens änglar förmedelst korrespondenser". Emellertid började denna lära hos judarna övergå till avgudadyrkan och trolldom och gick därför genom Guds vilja förlorad.
Själva andevärlden, den högsta världen, är för Swedenborg ett fullkomligt motstycke till vår värld. Där finns himlar och himlakroppar liksom i vår värld, där är vattendrag, djur och växter, motsvarande dem som finns hos oss, men av ädlare slag. De jordiska tingen blir för honom symboler för ett högre liv. I allt som sker i världen spårar han därför något betydelsefullt. Varje jordiskt föremål, varje händelse, varje ord som talas, får för honom en mystisk undermening, som dock endast den invigde kan förstå. Den invigde kan med sin blick genomtränga de jordiska tingen och händelserna och skåda in i andevärlden. Den värld vi människor vandrar i är blott en värld av skuggor, avbilder och liknelser. Den som inte kan tyda dem vandrar där som en blind.
Enligt Swedenborg står människan, utan att hon anar det, i förbindelse med andevärlden genom änglar, goda och onda. Det är dessa andar som ger upphov till olika typer av själsligt och andligt befinnande, till illamående och sjukdomar. De onda andarna tar nämligen sin boning i olika kroppsdelar och kan där förorsaka lidande och plågor. Till exempel beskriver han hur en ande, som i livet varit äktenskapsbrytare, efter döden uppenbarar sig under Swedenborgs fötter och orsakar värk i en av hans tår. Även de mest triviala upplevelser härleder Swedenborg från andarnas verksamhet. De onda andarna kan spela honom oväntade spratt i hans måltider. De får socker att smaka som salt. Men å andra sidan vakar de goda andarna omsorgsfullt över att han inte föräter sig.

### Treenigheten
En annan aspekt av Swedenborgs teologi var att han inte ansåg att människan bestod av enbart kropp och själ, utan istället av treenigheten; kropp, själ och förnuft. Han menade att den kristna doktrinen om treenigheten, bestående av de tre representationerna fadern, sonen och den helige anden, var felaktig. I alla sina andliga verk propagerade han för att treenigheten var tre aspekter av en gud och att gudomlighet inte är delbar. Swedenborg argumenterade för att muslimer, judar och många andra personer med annan tro än den kristna just motsatte sig kristendomen på grund av denna felaktiga tolkning av treenigheten. Denna feltolkning menade han härstammade från det Första konciliet i Nicaea 325 och den athanasianska trosbekännelsen från cirka 500.

### Sola fide (Genom tron allena)
Swedenborg motsatte sig också en av grundsatserna i Martin Luthers reformatoriska lära som kallas Sola fide, vilket innebär att frälsning uppnås genom enbart tro, vad än personen har gjort i livet. Swedenborg menade istället att frälsning uppnås endast genom en förening av tro och välgärningar, och att meningen med tro är att denna ska leda människan till ett rättfärdigt liv, som innebär att hon utför välgärningar och idkar kristen människokärlek. Han menade också att välgärningar måste härstamma från viljan att utföra godhet närhelst det är möjligt.

## Swedenborgs synska förmåga
Det har påståtts att Swedenborg hade synska förmågor och tre berättelser på detta tema återkommer i litteraturen kring Swedenborg. Den första händelsen skedde klockan 18:00 vid en middag i Göteborg den 19 juli 1759, då Swedenborg upphetsat berättade att en brand utbrutit i Stockholm. Elden härjade i hans kvarter kvarteret Mullvaden  och hotade hans eget hem. Två timmar senare förklarade han lättat att branden stoppat tre hus ifrån hans eget hem. Två dagar senare ska det ha rapporterats att alla dessa fakta stämde. Branden som det berättas om var Mariabranden som startade den 19 juli och var släckt först på kvällen den 20 juli.
Den andra berättelsen förtäljer att han på Stockholms slott 1761 skall ha viskat till drottning Lovisa Ulrika de ord, som hennes avlidne broder August Vilhelm sagt henne i enrum vid deras sista sammanträffande och som ingen annan människa kunde ha vetat.
Den tredje berättar om en kvinna som förlorat viktiga handlingar och besökte Swedenborg och frågade om han genom kontakt med en nyligen avliden person kunde berätta för henne var de fanns, vilket han gjorde följande natt.
I början av sin karriär var Immanuel Kant mycket fascinerad av Swedenborg och av dessa berättelser. 1763 började han undersöka om de var sanna och han beställde alla åtta volymer av Arcana Cœlestia. 1766 publicerade han Träume eines Geistersehers (En siares drömmar) där hans slutsats är att det rör sig om illusioner. Dock lämnar han ingen vetenskaplig förklaring till hur Swedenborg kunde berätta om eldsvådan 1759.
Swedenborg själv lade inte mycket vikt vid liknande händelser. Han ska vid ett flertal tillfällen ha deklarerat att Gud inte längre utförde mirakel eller manifesterade sig i människors drömmar.

## Äktenskapet
En aspekt av Swedenborgs texter som ofta diskuteras är hans idéer kring giftermålet. Han var själv ogift i hela sitt liv men var en kort period kring 1718 förlovad med Polhems 15-åriga dotter Emerentia. Hans brist på erfarenhet hindrade honom dock inte från att skriva en mängd skrifter om äktenskapet. I boken Äktenskapliga kärleken och dess motsats från 1768 skriver han att ett rättfärdigt äktenskap måste vara en kontinuerlig andlig förfining av båda parter, och denna union kommer att fortleva i livet efter döden.
Han propagerade för att äktenskapet fundamentalt handlade om vishet, fysiskt representerad i mannen, och kärleken, fysiskt representerad av kvinnan. Denna form av dualitet förekommer genom alla Swedenborgs skrifter. Tro, skriver han, är en union mellan förnuft, som representeras av mannen, och intuition, som representeras av kvinnan.

## Kätteri
År 1768 inleddes en rättegång för kätteri mot Swedenborgs skrifter samt Gabriel Beyer och Johan Rosén, som förde fram hans idéer. Rättegången handlade i huvudsak om huruvida Swedenborgs teologiska skrifter var förenliga med de kristna lärorna. En kunglig förordning år 1770 förklarade att Swedenborgs skrifter var "klart misstagna" och inte skulle läras ut, även om hans teologiska tankesystem aldrig genomgicks. Swedenborg bad då kungen om nåd och beskydd i ett brev från Amsterdam. En ny undersökning mot Swedenborg körde fast och lades slutligen ned 1778.

## Eftermäle

### Gator på Södermalm

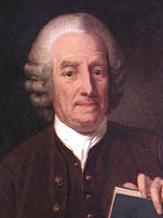
Emanuel Swedenborg har gett namn åt tre gator på Södermalm. Oljemålning av Per Krafft den äldre.

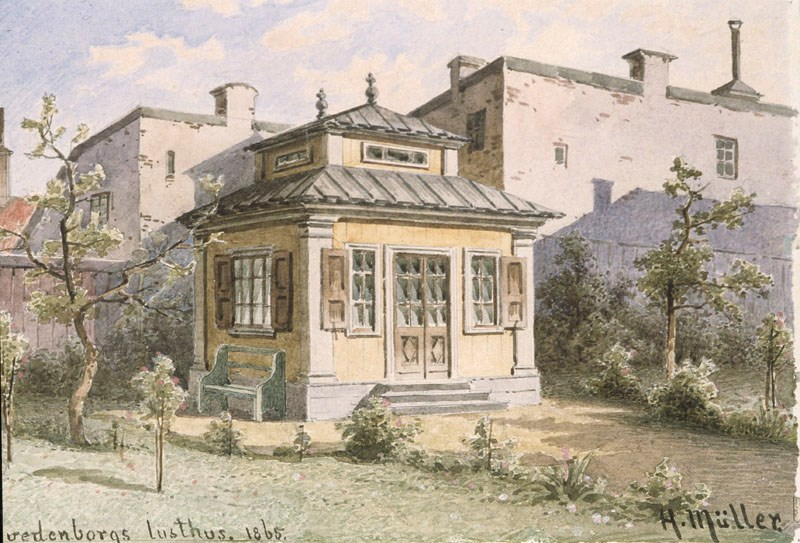
Swedenborgs lusthus, som byggdes omkring 1750, Hornsgatan 43, Stockholm, sedan 1896 på Skansen, akvarell av Herman Müller, 1865. Stockholms stadsmuseum.

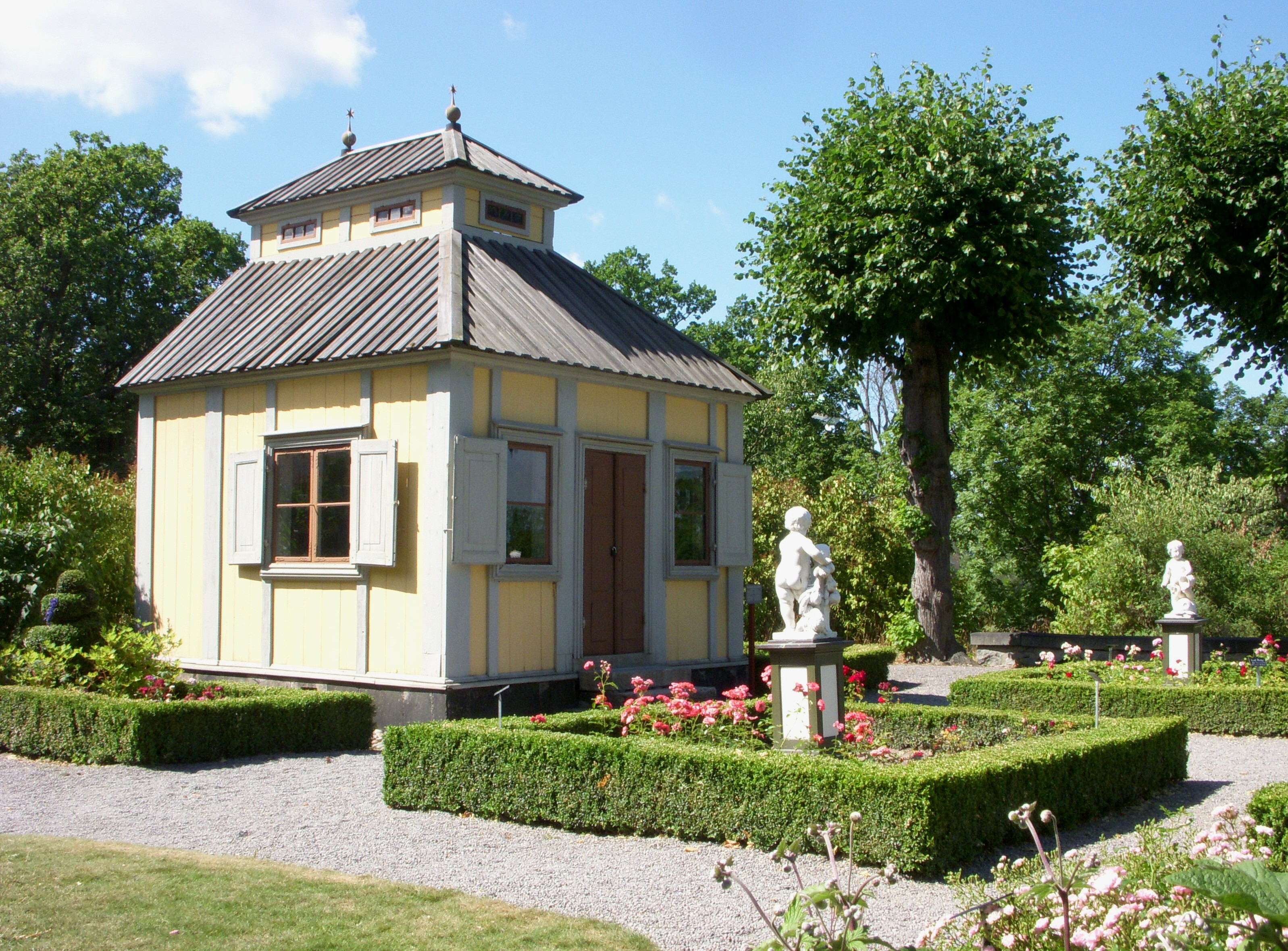
Swedenborgs lusthus på Skansen, Stockholm. Lusthuset flyttades till Skansen 1896 från kvarteret Mullvaden Första på Södermalm.

Emanuel Swedenborg har gett namn åt tre gator på Södermalm i Stockholm. Namnet Swedenborgsgatan (1885) gavs åt "gatan från Adolf Fredriks torg på andra sidan järnvägen" vid namnrevisionen 1885, Svedenborgsgatan (då stavad med "v"). I Lindhagensplanen avsåg namnet en i det stora stadsplaneförslaget 1866 ingående ny stor trafikled från nuvarande Mariatorget till Årstaviken, som aldrig blev helt utbyggd. Man genomförde namnsättningen och det fick till resultat att två gator fick samma namn som var skilda åt genom stationsområdet kring Södra station. Man tillämpade kategorin "fosterländska och historiska namn" vid namngivningen. Swedenborg hade ju varit ämbetsman, naturvetenskapsman, religionsfilosof och mystiker. Till denna del av Södermalm hade han en lokal anknytning. Swedenborg bodde längst upp på Hornsgatan på Södermalm.
I kvarteret Mullvaden Första (nu Hornsgatan 41-45) hade han 1743 förvärvat tomter och en malmgård. Swedenborg lät omkring 1750 han bygga en malmgård på Hornsgatan 41-43. På 1600- och 1700-talet var en malmgård ett sommarboställe för adeln och borgerskapet. Där kunde de leva mer hälsosamt och dra sig undan stadens smuts och stank. På sin malmgård skapade Swedenborg en trädgård som var öppen för allmänheten. Hans stora trädgård blev mycket omtalad för sin växtlighet och sina lusthus. Trädgårdarna hade ofta lusthus som gjorde det möjligt att sitta ute i trädgården i enskildhet eller sällskap. Det märkligaste av dessa lusthus, Swedenborgs lusthus, flyttades till Skansen 1896. På 1880-talet revs malmgården. Swedenborg gav även namn åt Assessorsgatan (1925) och Siargatan (1930). Swedenborg hade bland annat varit assessor i Bergskollegium. Siargatans namn föreslogs av Namnberedningen 1927 "i anslutning till Swedenborgsgatan", men nu kan namnet Siargatan synas mindre väl motiverat, då den siare som avses är Emanuel Swedenborg. Men vid tiden för namngivningen gällde namnet Swedenborgsgatan även för den del av gatan, som låg söder om stationsområdet och som 1949 fick namnet Grindsgatan.

### Frimärksserie
I samband med 250-årsminnet av Swedenborgs födelse gav svenska postverket ut en frimärksserie med hans porträtt.

### Unescos Världsminneslista
Emanuel Swedenborgs samling, som donerades till Kungliga Vetenskapsakademin efter hans död, blev 2005 uppsatt på Unescos Världsminneslista.

### Opera
2011 hade en opera om Swedenborg i andevärlden efter döden, Hemligheter, urpremiär på Malmö Opera med musik av Jonas Forssell och libretto av Magnus Florin.

### Vegetarianismen
Swedenborg var också en tidig pionjär inom vegetarianismen, vilket återspeglas i de kyrkosamfund (swedenborgianism), som grundades och bygger på eller inspirerades av hans läror, och han odlade själv allehanda örter och grönsaker i sin stora trädgård på Södermalm.

### Asteroid
Asteroiden 3947 Swedenborg är uppkallad efter honom.

### Swedenborg Society

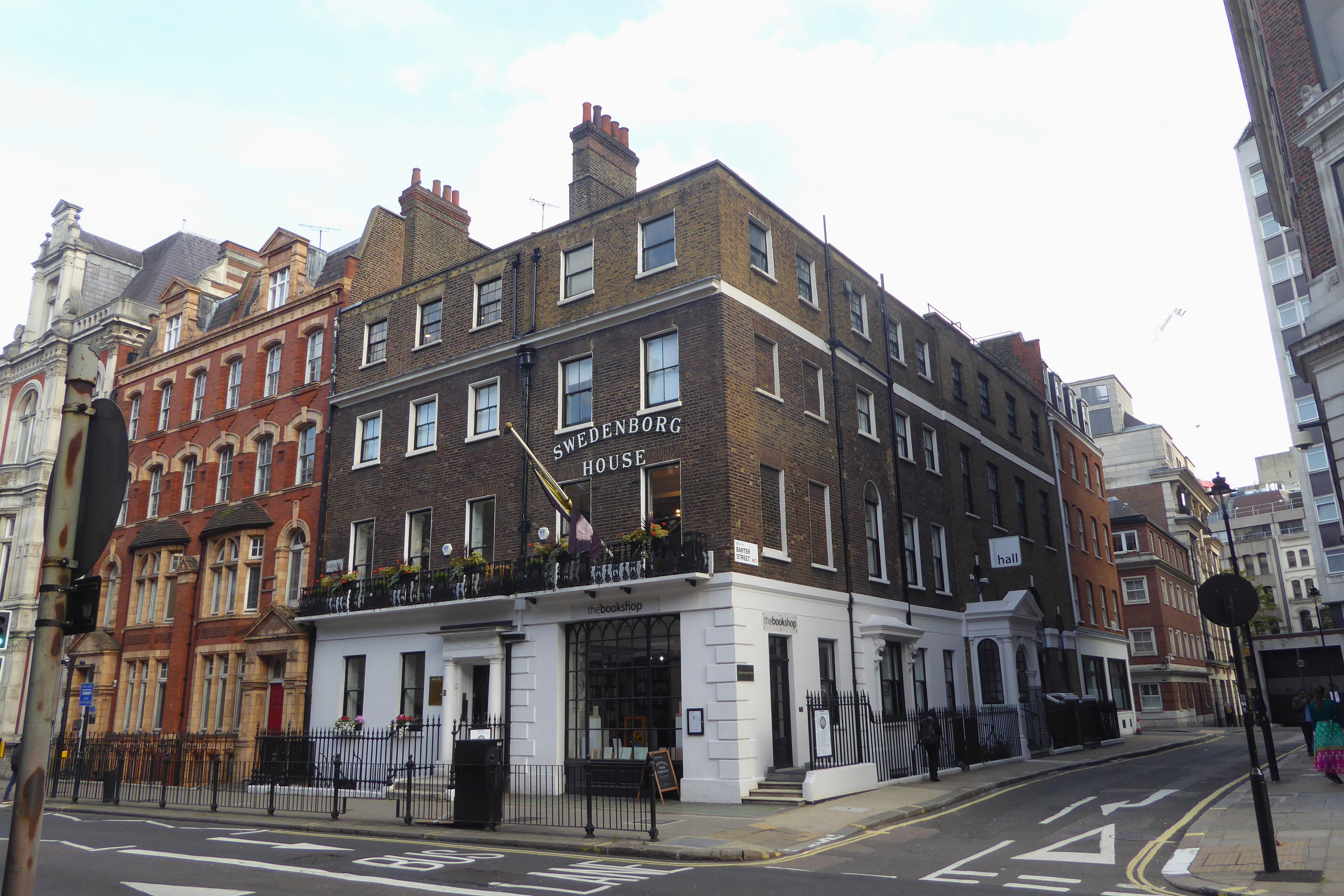
The Society's Headquarters i The Swedenborg House i Bloomsbury Way, London Borough of Camden, London.

Swedenborg Society grundades 1810 för att översätta till engelska och publicera verk av den svenske forskaren och teologen Emanuel Swedenborg. Dess ursprungliga namn var London Society for Printing and Publishing the Works of Emanuel Swedenborg.
The Society's Headquarter, Swedenborg House, är en klass II-listad byggnad. Den byggdes som bostad omkring 1760 och förvärvades av Society 1925.

### Lista över verk av Swedenborg och året de först publicerades
Lista över verk av Swedenborg och året de först publicerades:
- 1716–1718, Daedalus Hyperboreus – Daedalus Hyperboreus, eller några nya mathematiska och physicaliska försök.
- 1721, Prodromus principiorum rerum naturalium : sive novorum tentaminum chymiam et physicam experimentalem geometrice explicandi ("Förstudie till naturvetenskapens grunder: eller nya försök att förklara experimentell kemi och fysik geometriskt")
- 1722, Miscellanea de Rebus Naturalibus ("Blandat om naturvetenskap")
- 1734, Opera Philosophica et Mineralia – Filosofiska och mineralogiska arbeten, tre volymer
  - Tomus I. Principia rerum naturalium sive novorum tentaminum phaenomena mundi elementaris philosophice explicandi ("Naturvetenskapens grundprinciper eller nya försök att förklara världens naturfenomen filosofiskt")
  - Tomus II. Regnum subterraneum sive minerale de ferro ("Det underjordiska riket eller järnmineraler")
  - Tomus III. Regnum subterraneum sive minerale de cupro et orichalco ("Det underjordiska riket eller mineral av kopper eller mässing")
- 1734,  Prodromus Philosophiae Ratiocinantis de Infinito, et Causa Finali Creationis; deque Mechanismo Operationis Animae et Corporis. ("Förstudie till en rationell filosofi om oändligheten och skapelsens yttersta orsak; även kroppen och själens verkningsmekanism")
- 1744–1745, Regnum animale ("Djurriket"), 3 volymer
- 1745,  De Cultu et Amore Dei – Om dyrkan och kärleken till Gud, 2 volymer
- 1749–1756, Arcana Cœlestia, quae in Scriptura Sacra seu Verbo Domini sunt, detecta., 8 volymer – Himmelska hemligheter, som finns i den heliga skrift eller Guds ord, uppenbarade / (den inre, andliga meningen i Första och Andra Moseboken)
- 1758, De Caelo et Ejus Mirabilibus et de inferno. Ex Auditis et Visis.  – Om Himlen och dess merkvärdigheter och om helvetet. Enligt vad jag hört och sett.
- 1758, De Ultimo Judicio – Den yttersta domen
- 1758, De Equo Albo de quo in Apocalypsi Cap.XIX. ("Om den vite riddaren. Om vad som står i Uppenbarelseboken kap. 19")
- 1758, De Telluribus in Mundo Nostro Solari, quæ vocantur planetæ: et de telluribus in coelo astrifero: deque illarum incolis; tum de spiritibus & angelis ibi; ex auditis & visis. ("Angående jordarna i vårt solsystem, vilka kallas planeter och angående jordarna i sjärnhimlen: och deras invånare; således också angående andar och änglar därstädes; enligt vad jag hört och sett")
- 1758, De Nova Hierosolyma et Ejus Doctrina Coelesti – Nya Jerusalems lära om den treenige Guden
- 1763, Doctrina Novæ Hierosolymæ de Domino ("Nya Jerusalems lära om Herren")
- 1763, Doctrina Novæ Hierosolymæ de Scriptura Sacra ("Nya Jerusalems lära om den heliga skrift").
- 1763,  Doctrina Vitæ pro Nova Hierosolyma ex præceptis Decalogi ("Livets doktrin för det Nya Jerusalem enligt tio Guds bud").
- 1763,  Doctrina Novæ Hierosolymæ de Fide ("Nya Jerusalems lära om tron").
- 1763,  Continuatio De Ultimo Judicio: et de mundo spirituali ("Fortsättning om den yttersta domen: och om andevärlden").
- 1763,  Sapientia Angelica de Divino Amore et de Divina Sapientia. – Änglavisheten om den gudomliga kärleken och den gudomliga försynen.
- 1764, Sapientia Angelica de Divina Providentia ("Änglavisheten om den gudomliga försynen").
- 1766, Apocalypsis Revelata, in quae deteguntur Arcana quae ibi praedicta sunt. – Uppenbarelseboken avslöjad, i vilken hemligheterna avslöjas som där förutspås och hittills legat förborgade. Ett verk av Emanuel Swedenborg. Från latinska urskriften, tryckt i Amsterdam år 1766, översatt av C.J.N. Manby, pastor i Nya kyrkans svenska församling.
- 1768,  Deliciae Sapientiae de Amore Conjugiali; post quas sequuntur voluptates insaniae de amore scortatorio. – "Ljuvliga visheter angående den äktenskapliga kärleken; efter vilka sjukliga njutningar med avseende på fallen kärlek följer.
- 1769,  Summaria Expositio Doctrinæ Novæ Ecclesiæ, quæ per Novam Hierosolymam in Apocalypsi intelligitur. ("Översiktlig sammanfattning av Nya kyrkans doktriner, vilka förstås genom nya Jerusalem i Uppenbarelseboken")
- 1769,  De Commercio Animæ & Corporis ("Om själen och kroppens utbyte").
- 1771, Vera Christiana Religio, continens Universam Theologiam Novae Ecclesiae ("Den sanna kristna religionen, innehållande nya Kyrkans universella teologi")
- 1859, Drömboken, Journalanteckningar, 1743–1744
- 1983–1997, Diarum, Ubi Memorantur Experiantiae Spirituales – ("Dagbok, där andliga upplevelser nedtecknas")

### Digitaliserade verk på svenska
- Andlig dagbok (1920)
- Försök At finna Östra och Westra Lengden igen igenom Månan (1718)
- Hieroglyphisk Clav til Andeliga och Naturliga Hemligheter (1795)
- Hufwud Grunder til Christendom i sin Renhet (1791)
- Kort sammandrag af läran för den nya församlingen (1788)
- Oförgripelige Tanckar Om Swenska Myntetz Förnedring Och Förhögning (1722)
- Om Jordenes och Planeternas Gång och Stånd (1718)
- Om Nya Jerusalem Och Des Himmelska Lära (1787)
- Om Watnens högd Och Förra Werldens Starcka Ebb och Flod (1719)
- Regel-Konsten Författad I Tijo Böcker (1718)
- Svedenborgs drömmar 1744 (1859)
- Emanuel Swedenborgs Tankar Om Tron (1787)
- Utdrag Af några Bref från Emanuel Swedenborg til åtskillige des Vänner (1787)
- Utkast om äktenskapets nöjen (1787)